# 라스카리스 왕조
라스카리스 가문 (Λάσκαρις, 이후 Λάσκαρης)은 1204년부터 1261년까지 니케아 제국의 통치 가문이였던 비잔티움 그리스인 귀족 가문이며, 비잔티움 제국 멸망까지 고위 귀족 가문으로 남았고, 멸망 후에는 가문의 많은 이들이 이탈리아와 스미르나 (훨씬 이후)로 이주했다. 게오르기오스 파키메레스에 따르면 그들은 차만투로스 (Tζαμάντουρος)라 불렸다. 라스카리스의 여성형은 라스카리나 (Λασκαρίνα)이다.

## 가문
이 가문의 시조및 정보는 니케아의 테오도르스1세 이전으로는 사료가 공개되지 않아 가문의 니케아 이전의 활동에 대해서는 현재로서는 알 수가 없다.
이가문의 부계로서는 현재도 존재하는 가문이다. 현재 후손의 경우 공작작위 하나를 주장하고 있다고 한다.(출처가 불분명)

## 역대 황제
- 테오도로스 1세

- 요안니스 3세

- 테오도로스 2세

- 요안니스 4세